# Montchanin
Montchanin är en kommun i departementet Saône-et-Loire i regionen Bourgogne-Franche-Comté i östra Frankrike. Kommunen ligger i kantonen Montchanin som tillhör arrondissementet Chalon-sur-Saône. År 2022 hade Montchanin 4 982 invånare.

## Befolkningsutveckling
Antalet invånare i kommunen Montchanin
| Referens: INSEE |